# Campo Real
Campo Real és un municipi de la Comunitat de Madrid. El municipi és famós pel seu formatge d'ovella, el seu oli d'oliva i les seves olives. El poble envolta un petit turó en el cim del qual es troba l'Església de Santa María del Castell, edifici d'estil renaixentista-herreriano, amb una part gòtica salvada d'un incendi sofert en el segle xv. També té dues petites capelles dintre del poble.